# Natalia Akhrimenko
Natalia Akhrimenko (Novokúibyshevsk, Unión Soviética, 12 de mayo de 1955-10 de marzo de 2025) fue una atleta soviética especializada en la prueba de lanzamiento de peso, en la que ha conseguido ser medallista de bronce europea en 1986.

## Carrera deportiva
En el Campeonato Europeo de Atletismo de 1986 ganó la medalla de bronce en el lanzamiento de peso, llegando hasta los 20.68 metros, siendo superada por las alemanas Heidi Krieger (oro con 21.10 metros) y Ines Müller (plata).
Al año siguiente, en el Campeonato Europeo de Atletismo en Pista Cubierta de 1987 ganó el oro en la misma prueba, llegando hasta los 20.84 metros, por delante de las alemanas Heidi Krieger  y Heike Hartwig.